# ダニエル・トリスタン・グジョンセン
ダニエル・トリスタン・グジョンセン（Daníel Tristan Gudjohnsen, 2006年3月1日 - ）は、アイスランドのサッカー選手。イングランド・ロンドン出身。アルスヴェンスカン・マルメFF所属。ポジションはFW。
父の元アイスランド代表のエイドゥル・グジョンセン。

## クラブ経歴
2006年に父がチェルシーFCに所属していた際にロンドンで生まれる。父は同年夏にFCバルセロナに移籍。以降はスペインで生活することになり、2015年にバルサのカンテラに入所。同チームのユースチームで活躍するも、2019年にはレアル・マドリードのカンテラに入所。2022年8月24日にマルメFFとプロ契約を締結。2023年にトップチームに昇格。6月6日のデーゲルフォルシュIF戦でプロデビュー。10月にはイギリスの有力紙ザ・ガーディアンが選定するネクスト・ジェネレーションの2023年度版の一人にも選出された。

## 代表経歴
プロデビュー前の2021年から、各ユース世代のアイスランド代表に招集。2022年には飛び級でU-19代表に選出された、

## 人物
- グジョンセン一家はサッカー一家として知られている。叔父は元アイスランド代表のアルノール・グジョンセン（英語版）で、長兄のスヴェイン・アーロン・グジョンセンと次兄のアンドリ・ルーカス・グジョンセンも現役のアイスランド代表として活躍している。